# Epedanus
Epedanus is een geslacht van hooiwagens uit de familie Epedanidae.
De wetenschappelijke naam Epedanus is voor het eerst geldig gepubliceerd door Thorell in 1876. 

## Soorten
Epedanus omvat de volgende 5 soorten:
- Epedanus armatus
- Epedanus brevipalpus
- Epedanus cavicolus
- Epedanus pictus
- Epedanus praedo

Vervolgens in andere geslachten:
- Epedanus pinangensis
- Epedanus javanus
- Epedanus sumbawanus